# Autostrada D11 (Czechy)
Autostrada D11 (cz. dálnice D11), także autostrada hradecka (cz. Hradecká dálnice) – częściowo istniejąca czeska autostrada łącząca Pragę i Hradec Králové. Docelowo jej przebieg umożliwi dojazd do Jaroměřa i granicy państwowej, skąd kontynuację trasy stanowi polska droga ekspresowa S3. 
Pierwsze plany autostrady D11 pochodzą z 1938 roku. Planowano wówczas połączyć ją z autostradą RAB 88 Wiedeń–Wrocław. 
W 1978 roku rozpoczęto prace na odcinku Praga – Jirny (8,3 km). Obecnie wybudowano 84 km autostrady z Pragi do Hradca Králové. Do końca 2015 roku trasa między miastem Jaroměř a granicą z Polską była planowana jako droga ekspresowa R11. Od 1 stycznia 2016 roku odcinek ten jest częścią autostrady.
Autostradę D11 oddawano sukcesywnie do użytku w latach:
- odcinek Praga – Jirny: 8,3 km, otwarto w roku 1984
- odcinek Jirny – Třebestovice: 18,4 km, otwarto w roku 1985
- odcinek Třebestovice – Libice nad Cidlinou: 15,3 km, otwarto w roku 1990
- odcinek Libice nad Cidlinou – Dobšice: 9,7 km, otwarto w roku 2005
- odcinek Dobšice – Chýšť: 16,3 km, otwarto w roku 2005
- odcinek Chýšť – Osičky: 10,9 km, otwarto w roku 2006
- odcinek Osičky – Hradec Králové: 11,8 km, otwarto częściowo do tymczasowego zjazdu Sedlice w roku 2006 (spory majątkowe: brakuje pozwolenia na 4 km odcinek do Hradec Králové).

22 listopada 2023 Ředitelství silnic a dálnic ČR wybrało ofertę Budimexu (11 352 290 551,65 CZK netto) do realizacji odcinka Trutnov – granica z Polską (21,1 km). Kontrakt przewiduje budowę trzech węzłów (Střítež, Poříčí i Královec), 28 obiektów inżynierskich oraz dwóch tuneli (Poříčí i Opevnění). Zbudowany musi także zostać w 18 miesięcy 3-kilometrowy odcinek od granicy z Polską w Lubawce (S3) do połączenia z drogą krajową. Na oddanie do ruchu głównego odcinka firma ma 54 miesiące od podpisania umowy. Minister Transportu Republiki Czeskiej Martin Kupka poinformował, że budowa rozpocznie się jeszcze 19 grudnia 2023. 
Do całkowitego ukończenia autostrady D11 brakować będzie odcinka nr 1108 Jaroměř – Trutnov (19,6 km). Termin rozpoczęcia prac na nim nie jest znany.